# Peak Sport
Peak Sport Products Co., Limited er en kinesisk producent af sportsbeklædning og sportssko, som er baseret i Quanzhou, Fujian. Virksomheden blev etableret som en skoproducent i 1989.
Peak Sports produkter er til fodbold, volleyball, løb, tennis, osv. Peak har på verdensplan over 5.000 butikker.